# Sant Serni d'Àrreu
Sant Serni d'Àrreu és l'antiga església romànica del poble d'Àrreu, en el terme municipal d'Alt Àneu, a la comarca del Pallars Sobirà. Està inclosa en l'Inventari del Patrimoni Arquitectònic de Catalunya
Està situada a l'extrem nord-est del nucli de població.
És un temple de nau única, sense absis. Té un campanar d'espadanya de dos ulls damunt de la façana de ponent i porta a migdia. En el seu interior es conserven tres notables piques romàniques, una de baptismal, una altra de beneitera i una tercera que roman encastada a la paret. Aquesta darrera podria haver estat originalment un sarcòfag, però darrerament servia per a guardar-hi els sants olis.

## Imatges

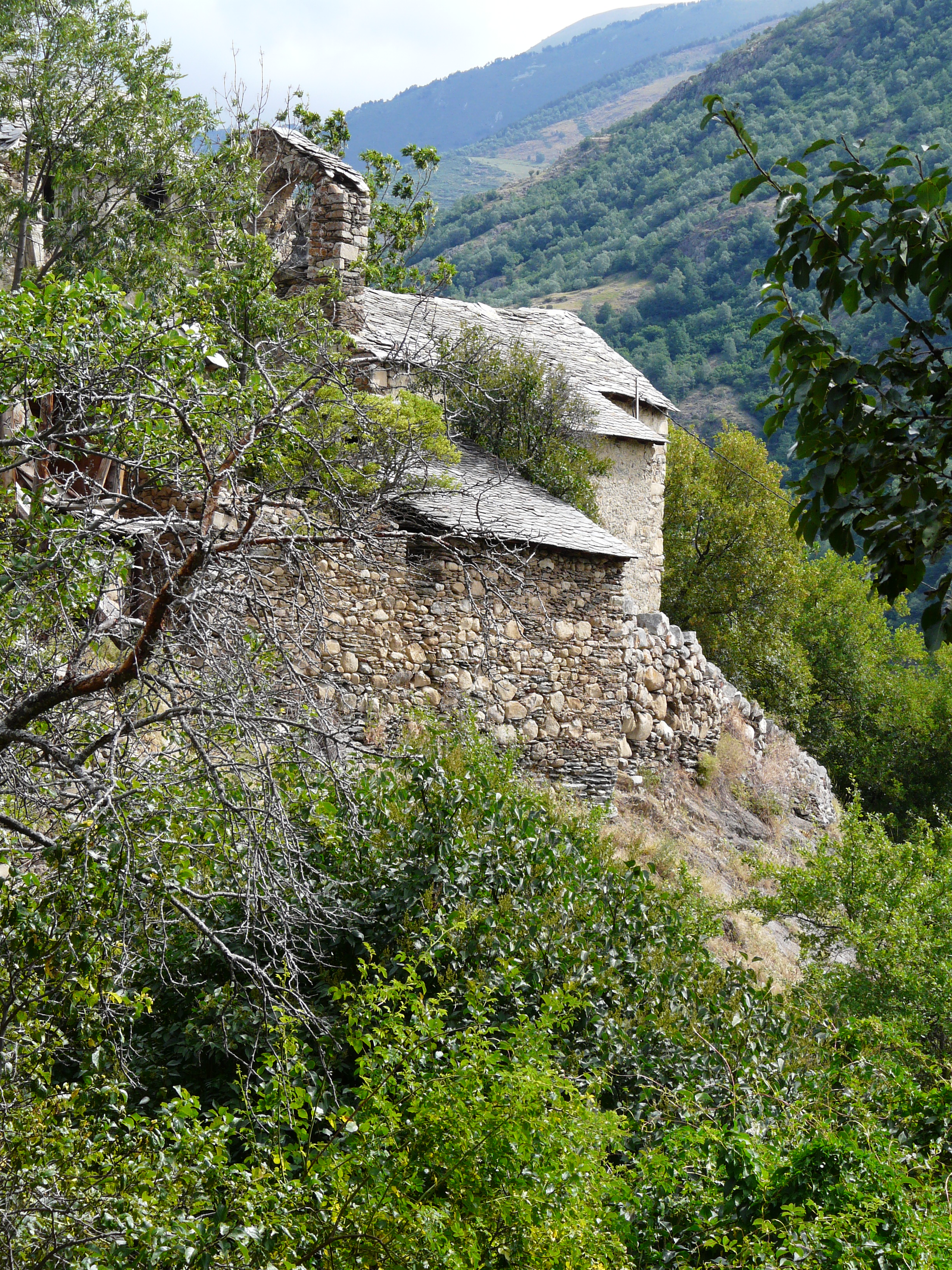
Sant Serni des del sud-oest
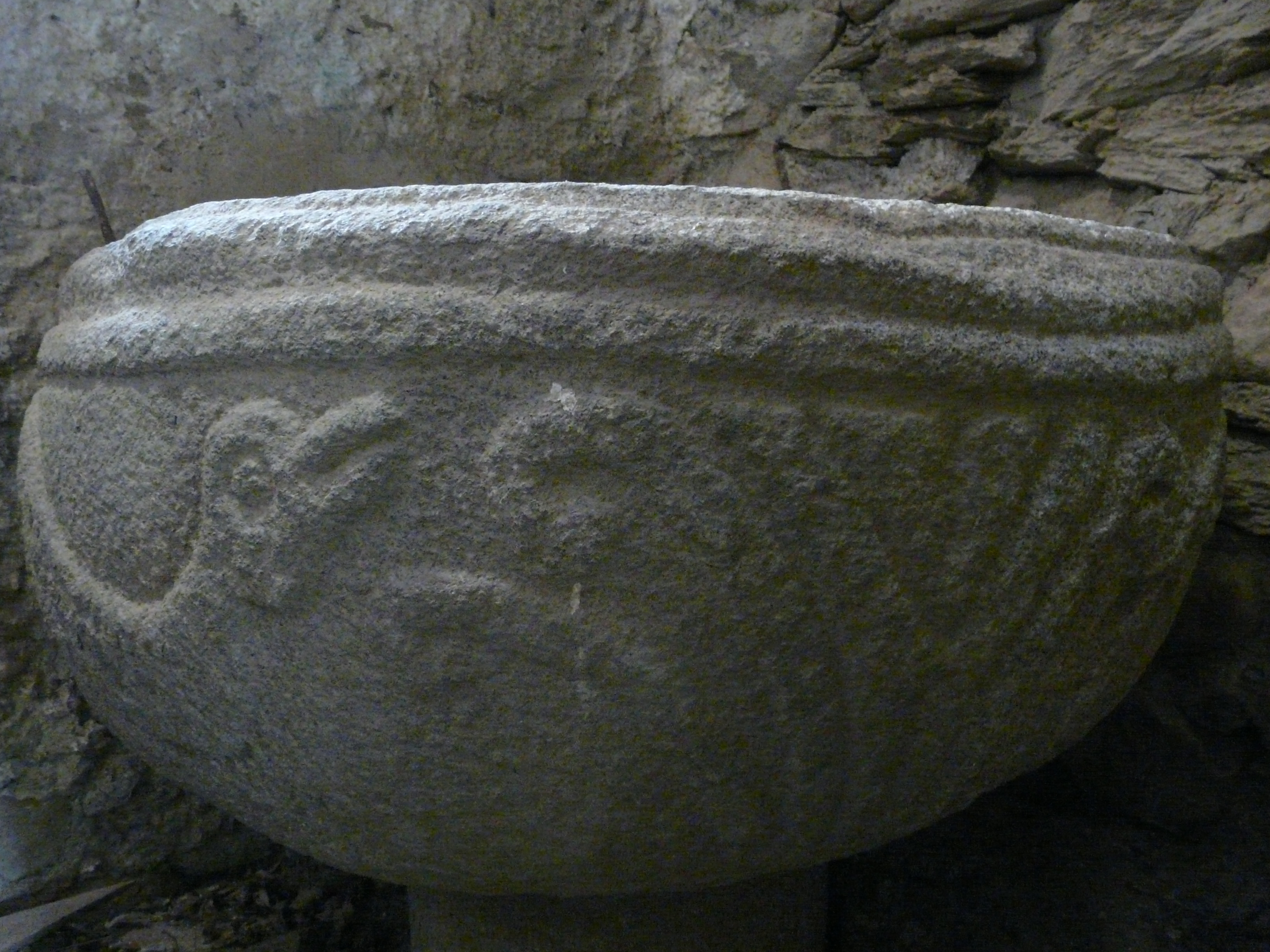
Pica amb aus
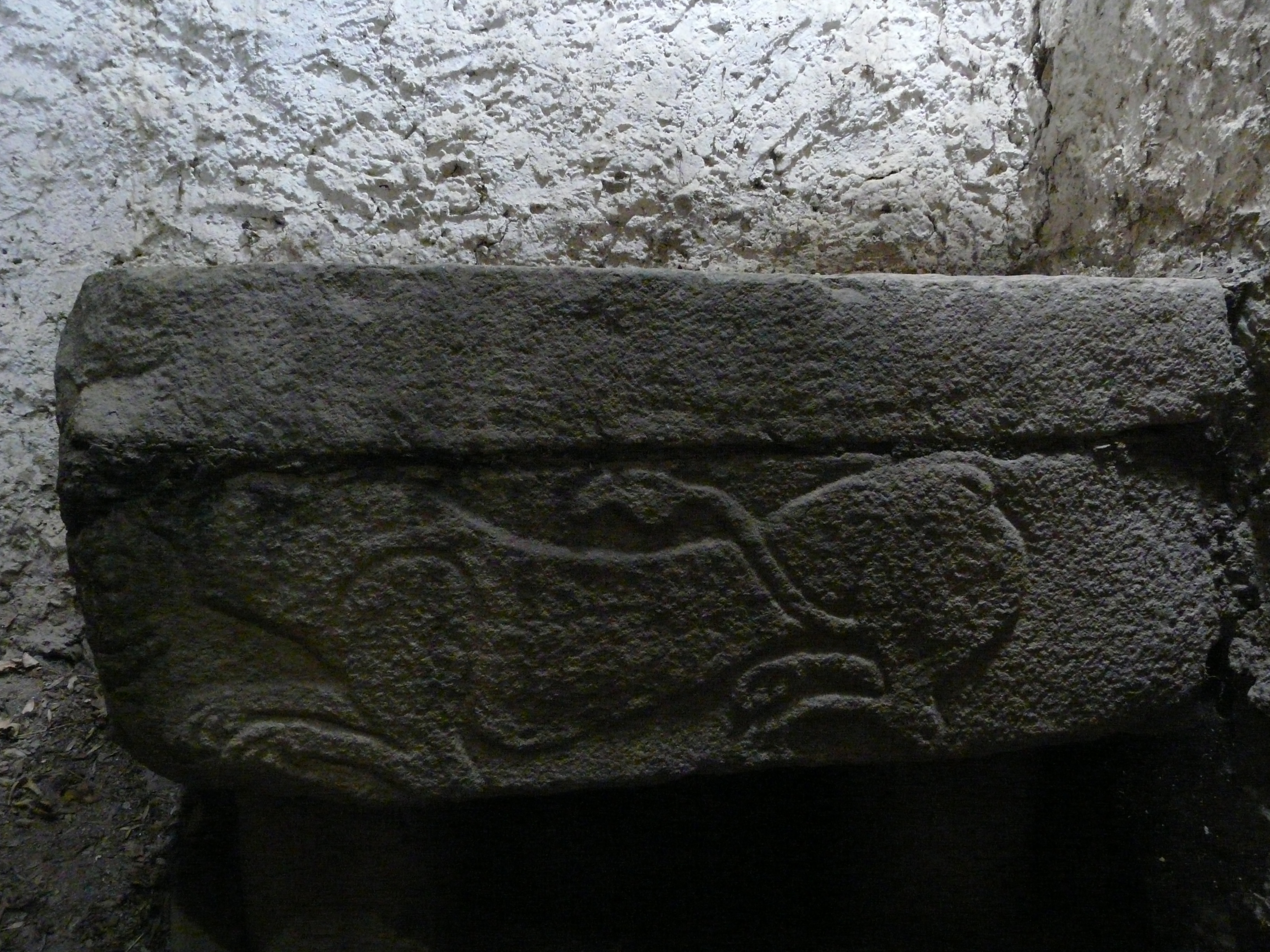
Pica amb lleó